# اندی راکسبرو
اندی راکسبرو (انگلیسی: Andy Roxburgh؛ زادهٔ ۵ اوت ۱۹۴۳) بازیکن و مربی فوتبال اهل اسکاتلند بود.
از باشگاه‌هایی که در آن بازی کرده‌است می‌توان به باشگاه فوتبال پاتریک تیسل، باشگاه فوتبال فالکیرک، باشگاه فوتبال ایست استایلینگشا و باشگاه فوتبال کویینز پارک اشاره کرد.